# Los Aventureros (cómic)
Los aventureros es una serie argentina de historieta publicada por la editorial Columba en la revista El Tony. Los personajes fueron creados por el guionista Robin Wood, y de los dibujos se ocupó Enrique Villagrán.
Wood se habría inspirado para la creación del argumento en la clásica película Los aventureros (1966), protagonizada por Alain Delon y Lino Ventura.  La historieta no se basa específicamente en la trama de esta película de nombre homónimo, exceptuando únicamente el espíritu de camaradería de sus protagonistas.

## Trayectoria editorial
El primer episodio de la serie fue publicado originalmente en El Tony Súper Color Nº 1, el 23 de diciembre de 1975, mientras que su último episodio fue publicado originalmente en El Tony Todo Color Nº 53, el 15 de junio de 1989. Robin Wood se encargaría de los guiones desde el primer episodio hasta el N° 75 firmando a veces bajo el pseudónimo de Robert O'Neill debido a que Wood estaba a cargo de los guiones de varias historietas de la Editorial Columba y de acuerdo a la política de la editorial no se veía bien que su nombre apareciera repetidamente en los índices de los álbumes de cómics. Robin Wood era un viajero incansable y solía enviar sus guiones por correo a la editorial Columba, desde los países en los que él estuviera viviendo o recorriendo. A partir del N° 76 y hasta el final de la serie se hace cargo de los guiones, Armando Fernández (siempre firmando con pseudónimos como Denny Robson primero, y luego como Raúl Montalván). El dibujante Enrique Villagrán, hermano de Carlos y Ricardo Villagrán, quien aparecía en la historieta con el pseudónimo de Gómez Sierra, estaría a cargo de las ilustraciones tomando como características estéticas para el diseño de los personajes, a actores muy difundidos del cine de acción de la época como el mismo Alain Delon, Charles Bronson y Burt Lancaster.
A finales de los 80s coincidiendo con la etapa final de la serie y habiéndose volcado Enrique Villagrán al mercado internacional, entre los capítulos # 143 y # 153 la colaboración de Carlos Villagrán como ilustrador se hizo notorio en los dibujos, aunque al trabajar conjuntamente con los asistentes de su hermano  tratando de emular en cierta medida su estilo y habiendo Enrique aleatoriamente dibujado algunos de los rostros y portadas de esos números, hicieron que el cambio no se notase a primera vista. Una de dichas asistentes de la serie era la fondista Patricia Sosa. Gómez Sierra continuó figurando como el dibujante a cargo y partir del capítulo # 154 hasta el final de la tira volvería a ilustrar la totalidad de la misma.

## Sinopsis
"¿Qué es la aventura? Es muy difícil de explicar. Aventura es una hermosa y vaga palabra que puede significar muchas cosas sin ninguna hilación de una con la otra. Aventura es algo femenino e indescifrable y no trataremos aquí de descifrarlo. No. Solo relataremos la historia de tres hombres que fueron sus apasionados amantes". 
En 1910 tres hombres exiliados de sus países de origen, el mexicano Miguel Luján, el aristócrata polaco Alexander Pawlosky y el inglés Mike Nolan, se conocen en los bajos fondos de París donde entablan una relación de amistad y negocios que los llevan a lo largo de la serie, a hacerse dueños de dos buques de carga general, en el que surcarán los mares del mundo viviendo todo tipo de aventuras a principios del siglo XX. En el capítulo N° 25 titulado "Storm"  hasta el N° 30 titulado "El final del fuego" se incorpora el personaje femenino de Storm y luego, a partir del N° 84 "Otra vez Storm" hace su aparición por primera vez la homónima protagonista, Star, la cual se iría afianzando con el tiempo hasta pasar a formar parte de los personajes protagónicos..

## Personajes

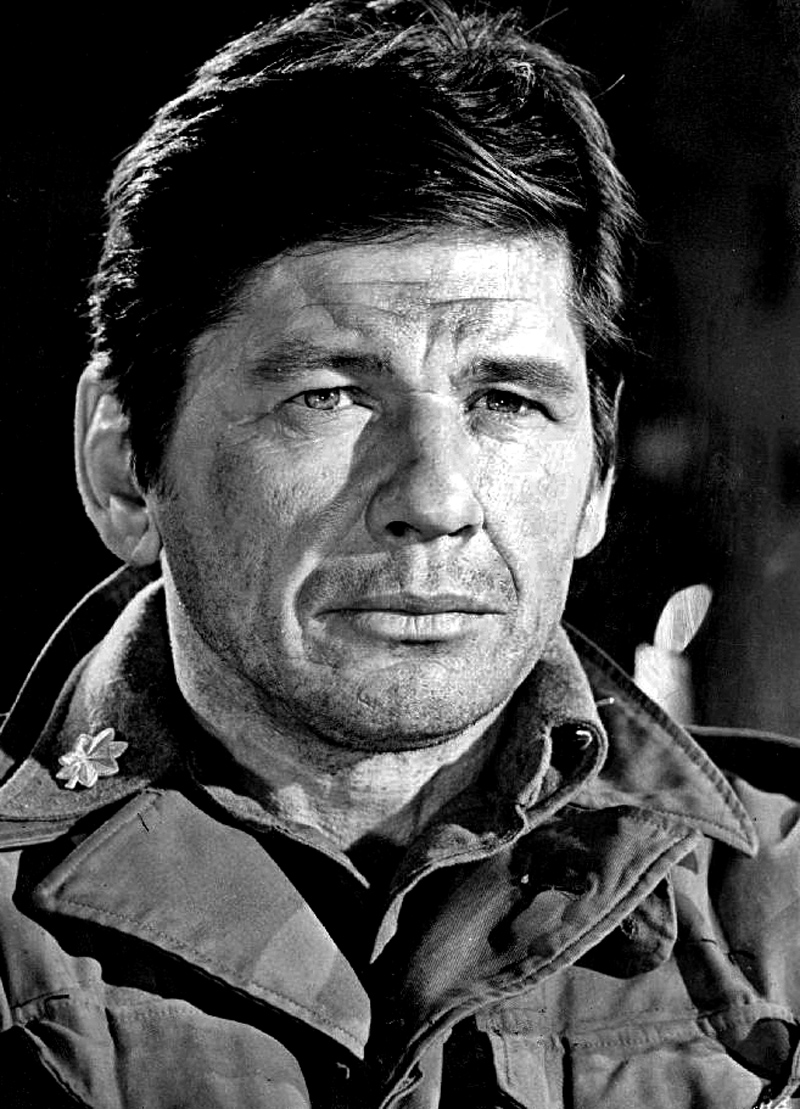
La estética de Charles Bronson se ve reflejada en la figura del personaje de Miguel Luján

- Miguel Luján: hombre de origen mexicano, holgazán, timador, pistolero y también con conocimientos como timonel. Al comienzo de la serie se da a conocer que Luján es traicionado y puesto prisionero por el capitán del ejército al cual pertenece, debido a que su superior codicia un  botín en oro que supone que debió haber enterrado Luján en algún lugar secreto. Miguel accede a revelar el lugar donde está enterrado el oro a cambio de consebar su vida ya que se encontraba a punto de ser ejecutado en un paredón de fusilamiento. Usando el engaño, Miguel logra deshacerse de sus captores matando a algunos de ellos con una pistola similar a la Mauser c96 que se encontraba enterrada en el lugar donde se suponía que tendría que estar el oro, convirtiéndose así en fugitivo de la ley en su país y huyendo como polizón en un barco en dirección a Europa. Sin experiencia en navegación en ese momento, mareado y con la incertidumbre de no saber qué va a ser de su vida,[18] Miguel llega en barco hasta Francia donde trata de usar sus artilugios de timador para lograr obtener algún dinero.  Posteriormente allí conoce a sus compañeros de aventuras, haciéndose pasar por un ciego o tuerto mientras mendiga en los suburbios de París.[24] En los primeros episodios Miguel Luján luce un look afeitado, pero posteriormente a partir del N° 8 usa un bigote que le confiere una apariencia similar al actor Chales Bronson.[5][24] En el episodio N° 25 convence a Mike Nolan para que Storm trabaje a bordo del barco junto con ellos.[21] Su desempeño a bordo de los veleros es básicamente como cocinero y timonel.[21]

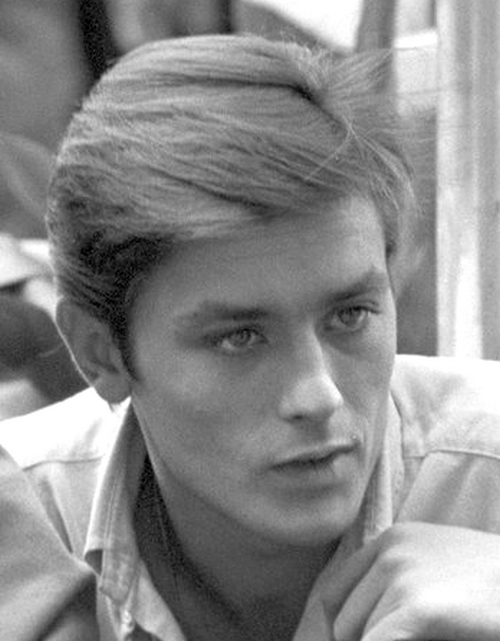
El rostro de Alain Delón constituyó la inspiración para Alex Pawkosky

- Alexander Pawloski (Alex): es un aristócrata polaco, último príncipe de su estirpe que tras una fallida rebelión por liberar a su país de invasores cosacos, es llevado por estos a la frontera con Austria, erradicándolo de su patria. Viaja a través de los caminos de Austria vendiendo sus botas de montar a cambio de unos rústicos suecos, algo de pan y queso,[18] en dirección a Francia, hasta que es recibido en París donde consigue trabajo como portero de un hotel, donde más tarde conocerá a sus otros compañeros de aventuras, Miguel Luján y Mike Nolan. Alexander sufre de una lesión en una de sus piernas, motivo por el cual porta un elegante bastón el cual también usa como arma defensiva. Al verse forzado a abandonar su país, viaja a través de distintos países hasta ser recibido como refugiado en Francia donde rápidamente se le ofrece la posibilidad de trabajar como anfitrión de un elegante hotel en París dándole la bienvenida a los aristocráticos huéspedes. Es de modales refinados, muestra orgullo por sus raíces y antiguo status de monarca polaco y suele estar interesado en damas de la alta sociedad, aunque posteriormente inicia un romance con su compañera de aventuras Star la cual carece de esa clase de refinamiento.[25] Alex suele ir habitualmente vestido con camisa y pantalón oscuros y su aspecto es similar a una versión rubia del actor Alain Delón.[5] Cuando están embarcados Alex suele encargarse de trazar y revisar las rutas de navegación en los mapas. Si bien suele portar un revólver prefiere usar el bastón a modo de bo. A su vez el bastón es realidad una dura vaina que oculta una espada de estoque integrada con el mango del mismo. En varios capítulos Alex muestra una avanzada y elegante capacidad para el arte de la esgrima como método defensivo.[18][26]

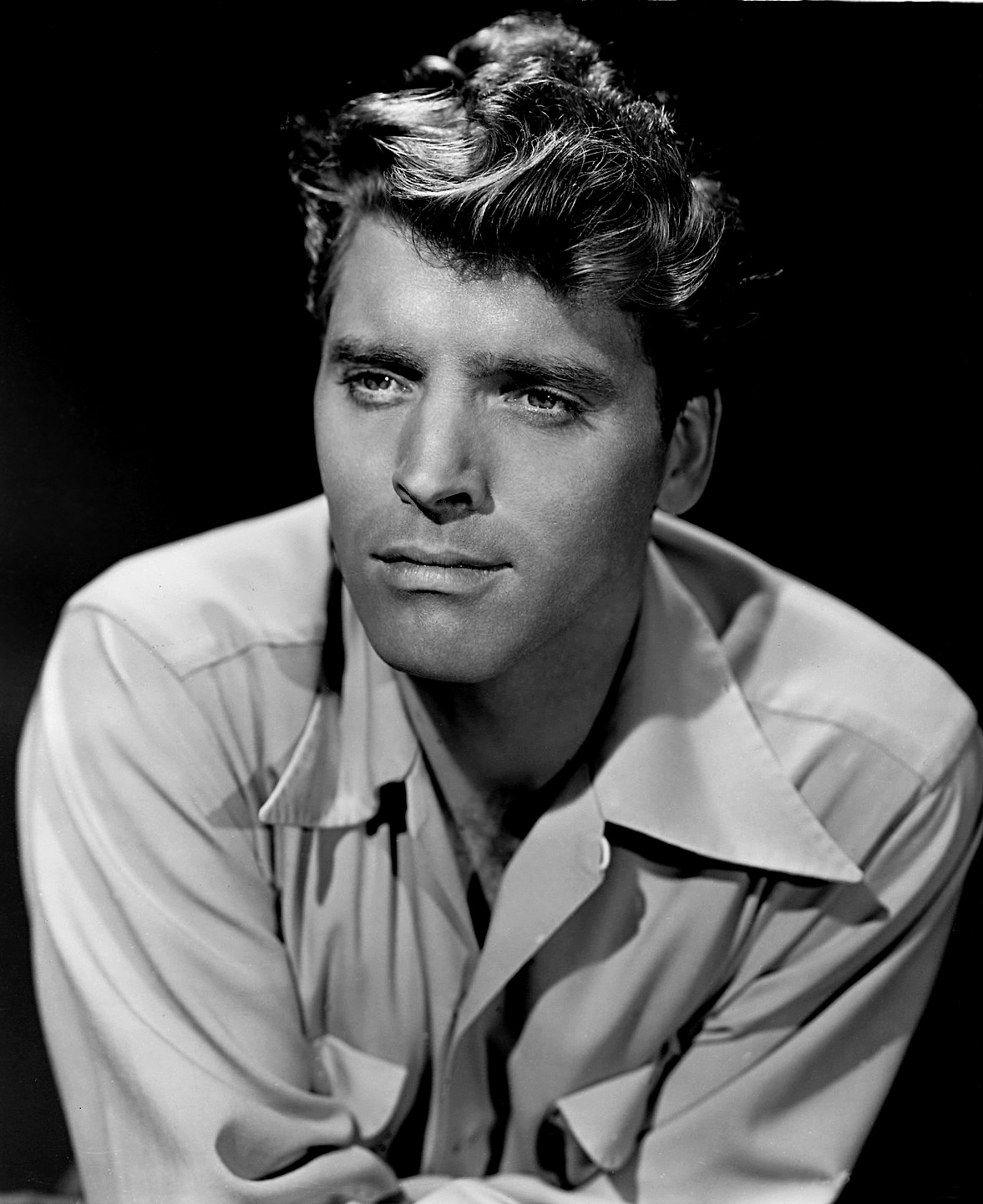
El actor Burt Lancaster se vio reflejado en la estética del personaje de Mike Nolan

- Mike Nolan (Mike): mecánico inglés, robusto y hábil en el combate cuerpo a cuerpo debido a sus conocimientos de boxeo, deporte en el cual compite ocasionalmente. A lo largo de la serie tiene relaciones sentimentales esporádicas con diversas mujeres habitualmente vinculadas a los trabajos que realizan, como Lana Harrison, la doctora Giselle, las bailarinas Blondie y Baby Girl.[27] Tras ser perseguido por los hombres de su patrón Lord Rivers quien intenta liquidarlo por acusar a Mike de tratar de seducir a su esposa, este huye hacia Francia viajando en un barco turístico a través del Canal de la Mancha.[18] Junto a Miguel y Alexander monta el negocio de transportar mercadería en barco.[25] Habiendo estado en el ejército es bastante avezado en el uso de armas de fuego aunque prefiere habitualmente arreglar sus conflictos a base de golpes.[26] Posteriormente Mike regresaría a su Inglaterra natal junto a sus amigos, para tratar de enlistarse en el ejército inglés, pero a pesar de su excelente estado físico, es rechazado debido a su edad.[28] A bordo suele desempeñarse como primer timonel y pescador.[27] Mike usa habitualmente una playera a rayas en color rojo y negro con pantalones y calzado blancos. Su aspecto es similar al del actor  Burt Lancaster en la década de los 50s.[5][29]

- Storm: personaje femenino considerada por sus compañeros como una marimacho. Apodada como "la niña duende" debido a su táctica de permanecer oculta y atacar por sorpresa, es una joven salvaje hija de un marinero y aventurero que murió de cólera.[21] Es caucásica, de largo cabello rubio con flequillo, ojos azules, aunque también en algunos capítulos lucen algo verdosos y con la cara repleta de pecas. Es hábil con los revólveres al igual que en la lucha cuerpo a cuerpo. Viste con una gastada chaqueta oscura, gorra de lana y anda siempre descalza.[30][31] El personaje solo tuvo una corta duración en la serie ya que en el número 30 es asesinada por un francés traficante de perlas que traiciona a los protagonistas, llamado Jean Rochefort. Esta heroína luce un peinado con flequillo similar al que Joanna Shimkus luciera en la película homónima Los aventureros de 1966 [3] o al de la modelo británica Pattie Boyd usaba en algunas ocasiones en la década de los 60s, o también el perfil estético juvenil de la cantante canadiense Joni Mitchel, A diferencia de los tres protagonistas masculinos, el rostro del personaje de Storm y el de su posterior émula Star, no estuvo estrictamente basado en la figura de una celebridad femenina del cine clásico o en el de una personalidad públicamente conocida del momento sino en una serie de clichés característicos del estilo artístico de Enrique Villagrán[5] aunque el concepto genérico del personaje posee algunas similitudes con el interpretado por la actriz británica Hayley Mills en la película La verdad sobre Spring. Storm constituye el arquetipo de la diosa virgen, guerrera y luchadora de carácter andrógino, cuyos lados femeninos y masculinos a veces son igualmente fuertes.[32] Con la posterior evolución del personaje hacia la homónima heroína llamada Star su rostro también fue evolucionando ligeramente con los años hasta adquirir las características faciales de Silvina Ruiz, una de las secretarias y asistentes dentro del estudio Villagrán (anteriormente llamado estudio Nippur IV) donde se produjo la tira por algún tiempo.[5]

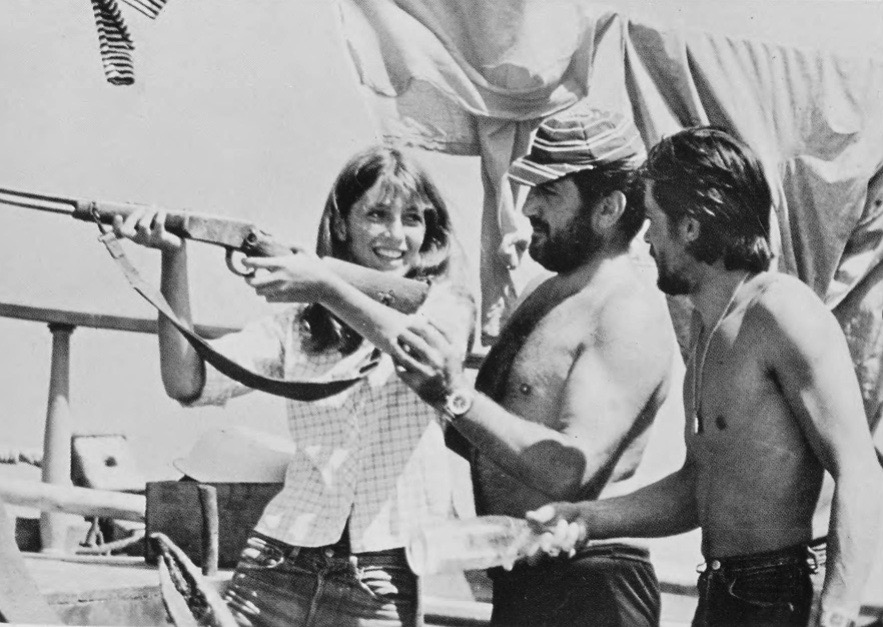
Joanna Shimkus en la película Los aventureros con un look similar al de la posterior Storm del comic homónimo

- Joanna Shimkus en la película Los aventureros con un look similar al de la posterior Storm del comic homónimoStar: personaje femenino de iguales características físicas y estéticas que su predecesora Storm, a la cual trata de imitar al detalle para hacerse pasar por ella por una cuestión de negocios turbios en Hawái. Star había sido contratada por una banda de maleantes que pretendían que ella se hiciera pasar por Storm para engañar al tío de ésta y lograr obtener de él la ubicación exacta del cargamento de oro de su hermano. Star descubre a los amigos de Storm en ese mismo lugar y se une a sus antiguos compañeros de aventuras. Hace su primera aparición en el capítulo "Otra vez Storm" [33] donde sus compañeros realmente piensan que se trata de Storm que ha sobrevivido. En el barco, su rol principal al igual que el de su predecesora Storm, es el de grumete. Ruda, experta con las armas, aunque un poco más cerebral y menos impulsiva que Storm, ella logra acaparar la atención de Alexander a lo largo de los capítulos. En el N° 85 ella revela que no es la verdadera Storm. Tras un secuestro donde los protagonistas masculinos deben rescatarla, ellos mismos la apodan "star" mientras observan las estrellas en el cielo.[22][34] Star, a diferencia de Storm, logró como personaje una mayor evolución y permanece como protagonista junto a sus amigos hasta el último capítulo de la serie, titulado "útimo episodio", donde ella rescata a una muchacha de ser sacrificada en manos de un grupo de dayaks.[17]
- Astrid Von Rotten: apodada también "la tarántula" es una piloto  de hidroavión que hace su aparición en el capítulo titulado "Un cargamento mortal". Se trata de una mujer caucásica, de cabello pelirrojo, que se desempeña como traficante de armas, que a lo largo de tres capítulos extorsiona y engaña a los protagonistas para que accedan a transportar su mercadería. Comienzan su relación en Hawái y viajan hasta Hong Kong donde Astrid vuelve a ser puesta a disposición de la justicia. Alexander y ella desarrollan un complicado romance pese a que este es consciente de las intenciones criminales de Astrid. Von Rotter es experta en pilotear hidroaviones y los utiliza para vigilar que el transporte de sus mercaderías por barco sea seguro, no dudando en disparar contra los mismos si sospecha de que van a apoderarse de su cargamento. Es también hábil en el combate con armas de fuego y sabe como defenderse cuerpo a cuerpo. Cuando pilotea su hidroavión va vestida con un traje enterizo marrón de piloto con gorra. A bordo de los barcos usa una vestimenta ligera, con una blusa blanca, pantalones cortos bordó y al igual que Storm y Star, ella anda descalza.[35][36] La artista Ana Von Rebeur, escritora y dibujante humorística asistíría  a un taller de arte en el estudio de los hermanos Villagrán poco después de que el personaje fue creado, compartiendo su nombre una ligera homofoneidad y las mismas iniciales para con el personaje.[37]

### Personajes secundarios
- Wally es un anciano marinero establecido en Hawaii, un viejo lobo de mar al que los aventureros recurren en busca de información, ya que Wally conoce a muchas de las personas, costumbres y actividades de todo lo que ocurre en las islas. Es un bebedor empedernido y solo exije a cambio de su información, algún trago como medio de pago.[21][23] Cuando intentaba ayudar a sus amigos en el caso del tesoro que había arrojado al mar el padre de Storm. Wally es aparentemente asesinado por uno de los matones de un gánster llamado Goulard cuando Wally lo traiciona al culparlo del secuestro de Star.[34]

- May-Li apodada "la dama de jade", una líder criminal radicada en Honk Kong que contrata el servicio de los aventureros para transportar mercadería a sus tierras. Una vez allí trata de tomarlos como prisioneros.[36][38]

- Olang también llamada "la dama de Shangai", una joven asiática hija de un mercader chino, que se ve envuelta con la mafia de Tsinan que actúa a través de una organización denominada El Tong. Olang es cuidada por Star y con la ayuda de los aventureros logra ponerle fin al asesino de su padre y líder mafioso del Tong, un señor feudal llamado Fu Chi.[39]
- Francine Villiers una vengadora solitaria con habilidades excepcionales para la natación y el manejo de los cuchillos. Rescata a los tres amigos de morir ahogados en el mar, cuando ellos habían sido atados a un ancla por un grupo de piratas de los cuales Francine pretendía cobrarse venganza. En más de una ocasión Miguel Luján confunde a Francine con una sirena debido a su dominio en la natación y la apnea.[40]
- Elke es una joven de origen escandinavo dedicada a la caza de ballenas en un barco llamado el Valkiria I.. Es de carácter independiente, algo marimacho y usa hábilmente el arpón ballenero incluso mejor que los marinos que la acompañan. Su única ambición consiste en cazar a una ballena a la que llaman Tunka.[41]
- Louis Legrand un poeta nato que se mezcló con un traficante de armas llamado Jacko motivo por el cual tuvo que cumplir una corta condena en prisión. Al salir de la cárcel intenta rehacer su vida. los aventureros le consiguen un trabajo en un restaurante, pero el destino haría que nuevamente se cruce con el traficante Jacko y se vea atrapado en medio de un nuevo negocio con piratas chinos que pretenden comprar armas. Sus amigos creen que Louis es un traidor pero él los rescata llamando al ejército inglés.[30]

## Trama de la serie

### Argumento general
Si bien las historias pueden resultar en mayor o menor medida más complejas y no siguen un patrón definido ni repetitivo más allá de que en cada capítulo viven una aventura en las que se cruzan con gánsteres, piratas o traficantes de armas, el argumento o trama general de la serie radica en la contratación de los servicios de los aventureros, ya sea para ofrecer protección como guardaespaldas, bien para transportar alguna mercadería por los mares del sur o bien para efectuar algún rescate de alguna persona captiva en manos de forajidos. 

### Encuentro en París
Los tres personajes se conocen como por casualidad en la víspera de la Navidad de 1910. Alexander terminaba su labor como anfitrión en el hotel parisino donde trabajaba. Se cruza en las calles con un hambriento y harapiento Miguel Luján que pedía limosnas haciéndose pasar por un mendigo ciego o tuerto acorde a la ocasión. Alex siente lástima por él y al reconocerse igualmente solitario y extraño en un país que no es el suyo, invita a Miguel a pasar la Navidad con él brindándole la llave de su apartamento. Miguel acepta la invitación y mientras se dirige al domicilio indicado se topa con Mike Nolan al cual pretende asaltar. Cuando descubre que Mike está en las mismas condiciones suyas, entablan un cálido diálogo que es interrumpido por un grupo de malvivientes que pretenden emboscar y matar a un ministro parisino. Miguel y Mike se unen en una lucha por salvar al político basándose en sus propios códigos de honor y el ministro, como muestra de agradecimiento les brinda abrigo y una suculenta ración de comida con la cual festejar en Nochebuena ya reunidos con Alex. La amistad entre los tres surge naturalmente. A la mañana siguiente los tres amigos son contactados por el barón Montad que, a sabiendas de la ayuda que le proporcionaron a uno de los ministros la noche anterior, desea contratar al trío como guardaespaldas en un próximo viaje en tren hacia Viena como diplomático de Francia.

### Navegantes de los mares del mundo
Al comienzo de la serie, los tres amigos solían viajar en tren por distintos países de Europa, oficiando de guardaespaldas de alguna personalidad local de cierto prestigio, tarea para la cual solían ser contratados luego del salvataje al ministro parisino. Tras llegar en tren a Estambul, viajan luego por tierra hacia la India donde finalmente se embarcan durante unas vacaciones, partiendo hacia el sur del Océano Pacífico. Allí una tormenta los sorprende y la embarcación naufraga en una isla vecina de Nueva Guinea. Tras sortear a una tribu de papúes y a un grupo de hindúes traficantes de armas, logran volver a embarcarse, esta vez en dirección a Hawaii donde finalmente se establecen durante varios meses.
Posteriormente terminan trabajando en barcos de carga hasta que logran reunir suficiente dinero para comprar su primer velero, el Afrodita, el cual les permite comercializar y transportar mercaderías diversas de clientes a cambio de una paga. Los aventureros mantienen el velero Afrodita hasta que se les ofrece la posibilidad de conseguir uno de mayor envergadura, al que ellos llaman el Storm en honor a su compañera de aventuras, con el cual se desenvolverían hasta el final de la serie visitando diversos lugares del mundo.

### La muerte y resurrección de Storm

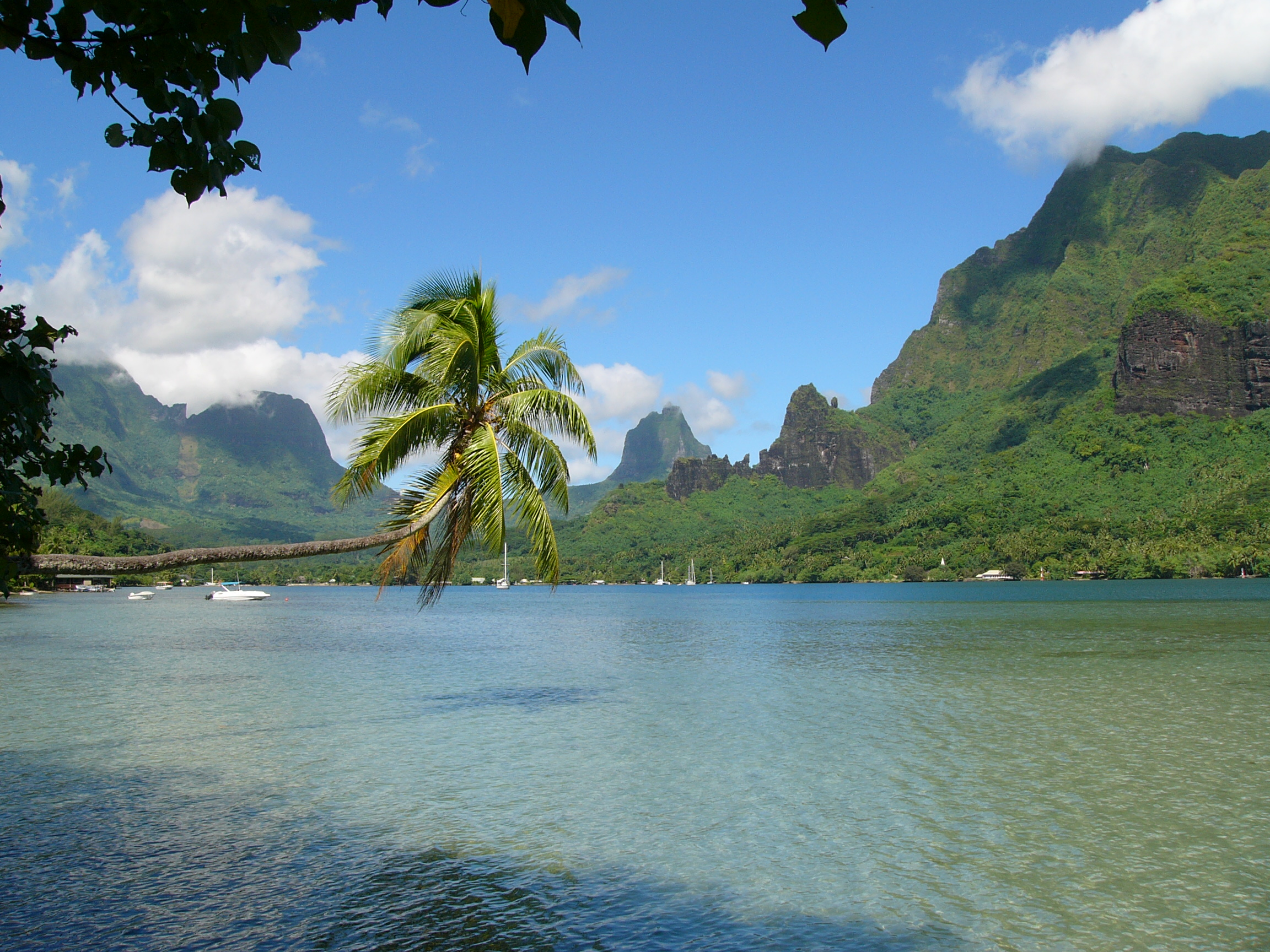
Las distintas islas de la Polinesia son el escenario principal de la historia de los aventureros

Storm era originalmente un personaje secundario como la mayoría de los personajes femeninos que poblaban las aventuras de los tres camaradas. Storm vivía marginalmente en Hawaii y buscaba trabajo en los muelles, siendo aceptada como grumete a bordo del velero Afrodita por Miguel el cual junto con Mike convencen a Alex para que acceda a la incorporación de un cuarto miembro en el barco.  Pese a que Storm hacía las tareas más básicas, demuestra tener un amplio conocimiento en el cuidado del barco y da pruebas de su valentía al salvar a los tres amigos, enfrentándose ella sola y liquidando a la totalidad de los miembros de la banda liderada por el pirata Black Jack. Al igual que otros personajes femeninos creados por Wood y Villagrán, Storm adquiere rápidamente un importante peso dentro de la trama, llegando a opacar a las tres figuras masculinas principales de la historia, los cuales quedan claramente secundados en capítulos como "El Poeta" y "Un baile para Storm" en los cuales es esta heroína quien nuevamente carga con la gloria de sus hazañas. 
Wood no solía finalizar alguna de sus largas series con la muerte de un personaje protagónico, aunque si lo hizo con Larsen & Finch y eso le produjo una gran depresión  pero los roles de reparto no corrían con la misma suerte y Storm, pese a la popularidad adquirida, no dejaba de ser una figura secundaria en la trama, encontrando su fin en el capítulo "Final de fuego" en el cual cae abatida por un traficante de perlas, no sin antes, salvar nuevamente  a sus amigos de una emboscada. Sus compañeros  incineran el cuerpo de Storm junto con sus armas y el barco Afrodita en una especie de funeral vikingo, mientras ellos, lamentando la pérdida de su amiga y compañera de aventuras, se alejan en el nuevo velero al cual posteriormente bautizarían como "Storm" en su honor.
La muerte de algún personaje de peso al igual que algún cambio drástico en la historia siempre había producido que los lectores de Columba manifestasen su descontento enviando cartas a la redacción. Storm no fue la excepción pese a que solo había aparecido en 4 capítulos como protagonista.
Luego de "Final de fuego" el personaje vuelve a ser mencionado o aparecer en recuerdos en algunos capítulos más.  En el capítulo "Melodía de Montecarlo" el escritor Robin Wood bajo su pseudónimo de Robert O'Neill deja entreveer que de haber continuado viva, Storm seguramente habría formado pareja con Alexander. En varios pasajes del capítulo los protagonistas expresan el trauma que les causó la pérdida de su compañera de aventuras.
A partir del número # 76 de la tira, en el cual se haría cargo de ésta el escritor Armando Fernández, tras la salida de Robin Wood como guionista, se concibe el regreso de Storm. 
En el capítulo "Otra vez Storm" los aventureros regresan luego de un tiempo a Hawaii donde creen ver entre la multitud a su antigua compañera supuestamente fallecida. Tras consultar con el viejo marino Wally, él les informa que Storm estaba viva. A lo largo del capítulo se ven en el medio de una nueva emboscada por unos gánsteres que buscaban el tesoro que el padre de Storm había arrojado al mar, logrando salir de la situación conjuntamente con Storm que reaparece para luchar junto a ellos, luego de explicarles que había logrado saltar del barco en llamas, nadar hacia la costa y curar sus heridas.
Sin embargo, en los capítulos siguientes se descubre que ella no era la verdadera Storm sino otra vagabunda de los muelles hawaiianos que conoció a Storm en esas circunstancias, con la cual tenía un inexplicable parecido estético. No se aclara en la historia esta similitud física ni el hecho de que ambas fuesen marginales de los muelles, lo cual hace sospechar de que podrían ser hermanas. La similitud entre la muchacha vagabunda y Storm no pasa desapercibida por un grupo de cortagargantas que planean contratarla para que ella lograse convencer al tío de Storm de entregarle un plano con la ubicación exacta de donde había arrojado el padre de Storm el tesoro, el cual supuestamente se hallaba en las cercanías de la isla Laysan. Tras confesarle ella toda la verdad a sus amigos y demostrar que podían confiar en ella, luego de salvarlos de varios gánsteres de la banda que la contratara a la cual ella traiciona, Alex, Miguel y Mike deciden bautizarla con el nombre de Star.
Star logró como personaje la evolución que no había logrado Storm. Era menos violenta e impulsiva, aunque no por ello menos vanguardista, planeando estratégicamente algunas de sus maniobras y vistiéndose con equipo de exploración si la ocasión lo requería. A partir del capítulo "Tiburón de acero" se concreta finalmente un relación de pareja entre ella y Alex. Star misma duda al comienzo de la efectividad o durabilidad de esa relación "tu eres un tipo de cultura y linaje y yo una pobre diabla de muy mal carácter". 

### Final de la serie
La serie de los aventureros llega a su fin en el número # 158 titulado "Último episodio" donde los tres amigos junto a Star viajan a Malasia contratados por el abuelo de una joven a la que tenían secuestrada una tribu de dayaks. Tras lograr rescatarla y restablecerla a su familia, los protagonistas parten en su velero Storm hacia Sumatra. El final es abierto y no resulta en modo alguno concluyente dejando al lector una serie de interrogantes respecto al futuro de la vida de sus protagonistas. No obstante, en la última viñeta se da a entender que no terminarán allí sus aventuras. En la narrativa de Armando Fernández el episodio concluye con la cita:
"El viento del mar de la China parecía empujarlos como siempre al peligro, a la aventura" 

## Los Aventureros en la cultura popular
El cómic es mencionado como una obra de Enrique Villagrán durante los primeros minutos dentro de la película argentina, "El asadito" por uno de sus protagonistas. Dentro del arquetipo de la heroína el personaje femenino de Star constituye uno de los primeros personajes creados por autores argentinos para el cómic local, teniendo como antecesor a Rima, la chica de la jungla cuyo autor fue el bonaerense Guillermo Henry Hudson y que fuese adaptado a la historieta en 1974 por la compañía DC Comics. Si bien Star no logró tener un cómic propio, algo que sí consiguió otro de los personajes creados por Robin Wood, la novia del espía Dennis Martin, Grace Henrischsen, en este caso se trataba de una espía y no del personaje que podría estipularse como arquetipo de la heroína,

### Los Aventureros tributo como miniserie animada
En mayo de 2019 se anunció que la tira Los Aventureros tendría una versión animada en formato miniserie digital (CGI) como mero homenaje a sus creadores, por parte de un grupo de animadores y dobladores de voces aficionados de diferentes países. Dicho tributo animado sin fines de lucro contó con el aporte vocal de Isela Trevizo radicada en USA, el cantante folklórico Iury Sikorsky de la agrupación argentina La Tropilla, y el mexicano de la agrupación Código Zero, Hervey Torres Fonseca  aportaron sus voces para doblar a los personajes de Storm, Alexander Pawlosky y Miguel Luján respectivamente. También participaron doblando a personajes de reparto, el mexicano Arturo Granados y el colombiano Orlando "Dimitri" Torres Maldonado.

## Análisis del cómic
El cómic presenta una combinación de muchos de los elementos que posteriormente formarían parte del estilo de películas de Robert Rodriguez y especialmente Quentín Tarantino, como combates cuerpo a cuerpo con algunas dosis de artes marciales, largos enfrentamientos entre pistoleros, algo de western spaghetti, gánsteres, gore y demás. Las protagonistas femeninas principales como Storm, Star, Francine Villers o Astrid Von Rotten, se desempeñan con carácter vanguardista y sin amedrentamientos,  en un mundo dominado por hombres a los cuales ellas se enfrentan, mientras que otras cuyo rol es secundario habitualmente actúan como damiselas en apuros. Si bien la acción del cómic transcurre a comienzos del siglo XX, la estética de dichas protagonistas, por otro lado, podría enmarcarse dentro del look que actualmente se conoce como neo-hippie presente en algunas producciones de los 70s como la serie Kung Fu y el cual varios años después caracterizaría al estilo estético de artistas como Joss Stone.
Desde el comienzo, los protagonistas guardan una estrecha relación con el arquetipo del héroe social, que son aquellos héroes que procuran el bien ajeno ante circunstancias adversas que no solo incluyen a enemigos humanos sino también a situaciones que comprometen la vida o la calidad de vida de los otros frente a incidentes de la vida diaria, el hambre o la injusticia social.

### El marco histórico
La aventura de los tres personajes comienza con anterioridad a la Primera Guerra Mundial, situando al príncipe polaco Alexander Pawlosky como un idealista que buscaba, al igual que otros líderes polacos, conducir un intento fallido de revolución por la independencia de su heredada aristrocracia. Históricamente ya en el siglo XVIII la democracia de los nobles polacos había decaído haciendo que el territorio fuera vulnerable a las potencias extranjeras. La idea de un territorio independiente se mantuvo durante el siglo XIX y Polonia se vio inmersa en el centro del conflicto entre Prusia y Rusia imperial. En este contexto puede verse en la ficción de la historieta a Alexander perdiendo sus tierras en manos de invasores cosacos, los cuales lo envían al exlio. Dentro de la historia de Polonia, esta lograría la independencia a partir de 1918 llevando a la Segunda República Polaca a un enfrentamiento con Rusia y Ucrania en lo que se conoce como Guerra polaco-soviética.
Los tres aventureros se encuentran en París días antes de la gran inundación de París de 1910, precisamente para la Navidad de aquel año. La inundación, si bien comenzaría a fines de 1910, alcanzaría su mayor nivel el 28 de enero de 1911 donde las aguas alcanzaron unos 6 metros por encima de su nivel habitual. Esta catástrofe no se ve reflejada en el cómic debido a que a comienzos de enero de 1910 los tres aventureros parten hacia Viena como guardaespaldas a bordo de un tren.
También en la serie se menciona al ejército inglés ejerciendo el control de algunas islas de la Polinesia  lo cual está en concordancia con la historia del territorio británico de ultramar. En el capítulo "El poeta" si bien no se especifica dónde transcurre la acción, acorde al dominio inglés de ultramar en ese momento de la historia y tomando en cuenta que el ejército inglés es notificado desde Hwaii, el escenario en cuestión se halla en torno al archipiélago de Fiji. 
La isla Laysan, en la cual transcurre la acción de un par de episodios, había sido declarada por Theodore Roosevelt como un territorio natural para la protección de las aves, al igual que las demás islas de sotavento en 1909, un año antes de que Wood la escogiese como escenario argumental de "Un baile para Storm".  El capítulo "Final de fuego" por otro lado, transcurre en una isla cercarna a las islas Salomón donde sus habitantes son papúes, años antes de que Alemania ocupase el territorio.
Los episodios que se desarrollan a lo largo de varios años, lleva al grupo de amigos a atravesar también argumentalmente el conflicto bélico de la Primera Guerra Mundial en el que se ven implicados de una u otra forma en diversos capítulos incluso tratando de impedir el asesinato del archiduque Francisco Fernando de Austria y su esposa, hecho que desencadenó el conflicto bélico, en un giro argumental con elementos de novela histórica.
Los creadores de la tira buscaron proveer a los personajes con armas y vehículos acorde al período histórico en el que se desarrolla la acción. Si bien el cómic era dibujado por Enrique Villagrán, su hermano Carlos Villagrán se encargaba de la supervisión y a veces del dibujo específico de armas y vehículos de guerra debido a su afinidad desde sus comienzos en el dibujo con esa temática que lo llevó a ilustrar primeramente para la editorial Julio Korn en la revista "Aire y sol", elementos de caza y posteriormente ya trabajando en Columba, una serie llamada "Comandos".
Es común ver que tanto los protagonistas como los personajes de reparto frecuentemente van armados con revólveres calibre 38 y 44 del estilo Smith & Wesson de finales del siglo XIX y principios del XX. En el caso de Storm, Star y Astrid Von Rotten, también pueden verse ocasionalmente las pistolas M1911 usadas por el ejército estadounidense a partir de 1911. aunque la fabricación de pistolas en USA data de algunos años anteriores.

### Peculiaridades
Robin Wood al igual que muchos de los personajes de su autoría, se había dedicado a viajar por el mundo recorriendo Europa y gran parte de Asia en tren. Habiendo sido un asiduo viajero, karateca y paracaidista, además de escritor, Wood mismo afirmaba "haber perseguido la aventura con más afán que a las mujeres y el dinero". Al producirse la historieta durante la segunda visita de Robin Wood a la Argentina conjuntamente con la fundación del estudio Nippur IV, muchos de los primeros argumentos de la serie Los aventureros reflejaban las vivencias de Wood como viajero y se basaban precisamente en viajes por Europa en tren donde los protagonistas se veían implicados en diferentes acaecimientos mientras oficiaban de guardaespaldas de alguna persona de importancia que contrataba sus servicios.
Los tres actores cuyos rostros se vieron reflejados en la historieta de los aventureros compartieron protagonismo en diferentes películas. Alain Delón y Charles Bronson protagonizaron  ¡Adiós amigo! y Sol rojo; Delón junto a Burt Láncaster realizaron El Gatopardo y Scorpio, mientras que Láncaster y Bronson compartieron roles en Apache y Vera Cruz.
En la serie también fueron ilustradas diferentes personalidades, algunas mundialmente conocidas como el mencionado archiduque Francisco Fernando de Austria y su consorte y otras del cine del momento como Bruce Lee y Catherine Deneuve.
Tanto el personaje de Storm como Star y al igual que otros personajes femeninos que ilustrara Enrique Villagrán en su carrera, a los cuales, según la crítica, él dotaba de una particular belleza sin caer en la vulgaridad, se lucían más que los propios héroes protagónicos. El hecho de que Storm, Star, Astrid Von Rotter. Francine y otros personajes femeninos de la serie anduvieran siempre con los pies descalzos, se debe quizás a la concepción de la belleza femenina y el erotismo bajo la óptica de Villagrán, el cual es considerado como uno de los mejores dibujantes de pies femeninos del mundo del cómic y que repetiría esa forma de hacer arte en trabajos como los de Argón el justiciero, Danske la amazona y Teatch me, entre otros.
Para Robin Wood,  a la hora de crear a sus personajes, el héroe tenía que ser humano, creíble, realista sin importar tanto que sea bueno. El argumento del exilio de los protagonistas principales de Los Aventureros, era un recurso al que Wood ya había explotado anteriormente en Nippur de Lagash. Por otra parte, la similitud de los protagonistas con conocidos actores del cine, se debía a que Robin Wood solía ponerle rostros de actores a sus personajes.

## Capítulos
- Los aventureros[18]
- Encuentro en París[24]
- Un tren a Viena[42]
- Una mañana sangrienta en Marruecos
- Buscando a los hombres azules
- El orgullo del polaco
- Aventura en la larga noche de horror
- Un ataúd para Suiza
- Suoi y otros
- Bajo el sol de los gitanos
- Ciudad de Dios
- En la noche de New Orleans
- El conde D'Abreau
- Nadie ha visto a Samuel G.
- Lady Ashley
- Pacífico Sur[43]
- Mariana De Cloud
- El penado
- La muchacha de Kirk
- El pirata
- La muchacha que vino a la isla
- El oro autraliano
- Los herederos de Alfred Thompson
- Storm[21]
- Un baile para Storm[26]
- Bárbara McPearson
- El poeta[30]
- El final de fuego[46]
- El magnífico padre Flanagann
- El mejor de los enemigos
- Mercado chino[67]
- La hora del volcán
- Leslie Milbum
- El regreso de los chacales
- Un tal señor Morales
- La predicción
- El ferrocarril de Hawaii
- La desdichada historia de Quincy Moore
- Las bocaminas de la muerte
- Máximo
- Thaiti
- El matrimonio Smith
- Año Nuevo de los aventureros
- Problemas de familia
- Paraíso perdido
- Los samuráis
- Pasaje a Honk Kong
- Por la vida de un amigo
- El galeón
- Un lago de sol, oro y muerte
- Tong
- Rescate en Borneo
- La pirámide de la muerte
- Una ópera muy particular
- Año 1914
- La heredera Plitz
- Rojo en los canales de Venecia
- Melodía de Montecarlo
- Los diamantes de Viena
- Saragevo
- Por amor a Inglaterra[28]
- Una noche para olvidar
- París bajo el eco de los cañones
- Las mentiras de Anika
- El complot
- Nido de víboras
- Saint Etienee
- Arlette
- Prisioneros
- La serpiente
- Fryda Ritcher
- Las dos fugas
- La frontera
- La playa de la muerte
- El mariscal
- Sabotaje
- Niebla sobre París
- La maldición de Ananka
- Montecarlo
- El regreso del chacal
- Otra vez Storm[23]
- Laysan[22]
- Dorada codicia
- Star[34]
- Una chica muy especial
- Cargamento mortal[35]
- Joa Raha[27]
- Las catacumbas de la muerte
- Las perlas sangrientas de la aurora
- Una tumba en Ta-Matetee
- Los guardianes invisibles
- Intriga por poder
- La dama de jade
- Noche de plomo y muerte en Honk Kong
- La isla del dragón[36]
- Mafia china
- Nido de serpientes
- Las hogueras del infierno
- Canto de sirenas
- Una pizca del pasado
- Tunka
- Egipto
- La sacerdotisa
- El tesoro de Iskhandar
- El gran combate
- El tesoro de Kan - Pao
- El monasterio de la luz eterna
- Larga noche en Cheval Blanc
- Sangre en Rapa Noa
- Shanghái
- El emisario del mal
- Horror en Tsinan
- La máscara del crimen
- La isla maldita
- El dios de Togo
- El condenado
- La nave del misterio
- La búsqueda
- La isla de los gigantes de piedra
- Zulú
- La diosa dorada
- Cazadores de esclavos
- Los hombres leopardos
- Ophir
- La costa del peligro
- Thungs
- Luna de Bombay
- El déspota de Omán
- Brumas en el mar de Omán
- ¡Rebelión!
- Los chacales de Gizeh
- El ojo de Rá
- El secreto del dios tiburón
- Peligro en Manutea
- Tempestad en el Pacífico
- El zarpazo del chacal
- Arenas en llamas
- Thera
- Noche de peligro
- Travesía al infierno
- Tiburón de acero
- El oro de Kisangani
- Río salvaje
- Los kikuyos
- Buitres humanos
- Amanecer de sangre
- Cabash
- El tesoro de Cleopatra
- Borneo
- Último episodio[17][76]